# Maik Franz
Maik Franz (Merseburg, 5 agosto 1981) è un ex calciatore tedesco, di ruolo difensore.

## Palmarès

### Club

#### Competizioni nazionali
- NOFV Oberliga: 1

Magdeburgo: 2000-2001
- 2. Fußball-Bundesliga: 2

Karslruhe: 2006-2007
Herta Berlino: 2012-2013